# Zamek w Kałuszu
Zamek w Kałuszu – wybudowany w XVI w. w Kałuszu.

## Historia
W 1549 r. król Polski Zygmunt August zezwolił Mikołajowi Sieniawskiemu, wojewodzie bełskiemu, hetmanowi polnemu koronnemu i staroście halickiemu zbudować miasto, wówczas także postawiono zamek. Król Polski Jan III Sobieski w 1672 r. pokonał pod miastem Turków uwalniając jeńców i odbierając łupy wojenne. Po 1772 r. pod berłem Austrii warownię przebudowano i miała inne przeznaczenie. Na początku XIX w. po zamku i wałach nie było żadnego śladu, zachowała się tylko tradycja o ich istnieniu.

## Architektura, wyposażenie
Lustracja z 1661 r. tak opisuje zamek: izdebka na bramie. W zamku znajdowała się izba stołowa z komorą oraz osiem pokoi z izdebkami. Do ogrodu włoskiego prowadziła bramka, w pobliżu stały stajnia i kuchnia. Uzbrojenie: wielkie działo spiżowe, dwa działka żelazne, 10 hakownic.
Lustracja z 1771 r. informowała: Zamek od wschodu otoczony był wałem, na nim znajdowały się przeważnie popalone parkany; na zachodzie stały sztachety na murowanych fundamentach; na południu od cmentarza zamek ogrodzony był płotem z chrustu a od północy opasany parkanem pokrytym daszkiem z gont. Brama murowana, w niej izba dla żołnierzy do usług skarbowych i skarbczyk; brama od folwarku była nowo wymurowana, na górze znajdowała się rezydencja z ganeczkiem wokoło. W środku dziedzińca stały oficyny: stara drewniana i ekonomów, spichlerzyk, stajnia itd.